# Смоленский, Николай Зиновьевич
Николай Зиновьевич Смоленский (бел. Мікалай Зіноўевіч Смаленскі) — белорусский военный деятель, заместитель председателя Комитета государственной безопасности Республики Беларусь по кадровому обеспечению и организационной работе (2007—2010).

## Биография
С 1 октября 2007 года по 22 января 2010 года был заместителем Председателя КГБ Республики Беларусь по кадровому обеспечению и организационной работе.
С 21 мая 2010 года по ноябрь 2012 года являлся представителем Совета министров обороны государств-участников СНГ и Республики Беларусь, заместителем руководителя Антитеррористического центра государств — участников СНГ.
В 2011 году, после проведения президентских выборов в Белоруссии 2010 года, которые Европейским союзом были признаны недемократическими, а также силового разгона акции протеста в Минске 19 декабря 2010 года, был включен в список белорусских государственных деятелей и чиновников, на которых ЕС были наложены санкции. В 2012 году Совет Европейского союза признал Н. З. Смоленского ответственным за кадровое обеспечение и организационную работу КГБ, а также за репрессивную работу КГБ против гражданского общества и демократической оппозиции.